# Rumenke
Crvene zebe ili rumenke (лат. Carpodacus) rod je ptica pevačica iz porodice zeba. Većina njih se zovu „rumenke” i kao što ime navodi, većina njih ima, u različitom stepenu, prisutno crveno perje. Rumenka je najpoznatiji predstavnik porodice. Ime roda potiče od starogrčkog karpos, „voće” i dakno, „gristi”.
Rod Carpodacus se sreće širom Evroazije, ali je najveći diverzitet vrstama u Sino-himalajskom regionu, što sugeriše da rod potiče odavde.

## Sistematika
Godine 2012. Dario Zukon (итал. Dario Zuccon) i njegove kolege objavili su komparativnu molekularnu analizu cele porodice zeba. Na osnovu podataka koji su u analizama dobili i sa podacima sličnih analiza od ranije, došli su do zaključka da je neophodno reogranizovanje taksonomskog statusa u okviru ove heterogene grupe. Pronašli su da tri severnoameričke vrste crvenih zeba, Haemorhous cassinii, Haemorhous purpureus i Haemorhous mexicanus, formiraju zasebni kladus i da nisu u bliskoj srodničkoj vezi sa palearktičkim crvenim zebama. Oni su predložili pomeranje tih vrsta u zaseban rod Haemorhous. Ovaj predlog je prihvaćen od strane Internacionalnog Ornitološkog Komiteta i Američke Ornitološke Unije. Zukon i njegove kolege su takođe našli da je rumenka (Carpodacus erythrinus) ispala iz centra kladusa crvenih zeba i da je sestrinska grupa skarletnih zeba (danas poznata pod imenom Haematospiza sipahi). Predložili su da se rumenka pomeri u nov monofiletski rod sa novim nazivom Erythrina. Britanska Ornitološka Unija je prihvatila ovaj predlog, ali je Internacionalni Ornitološki Komitet umesto toga prihvatio inkluzivniji rod Carpodacus, koji je uključivao rod Haematospiza i monotipski rod Chaunoproctus u okviru koga se nalazila izumrla ptica boninska rumenka (Carpodacus ferreorostris). Dugorepa rumenka (Carpodacus sibiricus), koja se do tada smatrala i uključivala u monofiletski rod Uragus, takođe je premeštena u rod Carpodacus.
Za dve vrste koje su pre toga pripadale rodu Carpodacus, (Agraphospiza rubescens) i (Procarduelis nipalensis), pokazalo se da nisu blisko povezane sa ovim rodom i pomerene u dva zasebne monofiletska roda: Agraphospiza i Procarduelis.
Leucosticte sillemi je dugo pripadao rodu Leucosticte, ali je filogenetska analiza na sekvencioniranoj mitohondrijalnoj DNK, publikovana 2016 godine, pokazala da ona pripada rodu Carpodacus.
Veruje se da je bilo specijske radijacije crvenih zeba više puta. Prve koje su se odvojile bile su preci današnjih severnoameričkih vrsta. Te srodne grupe, koje su nastale, odvojile su se u srednjem miocenu pre oko 14–12 mya od preteča crvenih zeba. Svaka od ovih grupa bi trebalo da konstituiše poseban rod, kao što je u slučaju severnoameričkih vrsta iz roda Haemorhous. Tipovi iz roda Erythrina (Brehm 1829) i Carpodacus (Kaup 1829) često se smatraju tipičnim predstavnicima crvenih zeba, iako se oba odnose na roze zebu Carpodacus roseus.
Molekularne filogenetske analize pokazuju da su havajske medne ptice iz porodice Drepanididae blisko povezane sa crvenim zebama iz Carpodacus roda. Najbliži zajednički predak je procenjen od različitih izvora na period od 7,24 miliona godina. do 15,71 miliona godina.
Prževalskijeva zeba (Urocynchramus pylzowi) ne pripada roze zebama, čak nije ni prava zeba i svrstana je u okviru monofiletske porodice Urocynchramidae.

## Vrste
Rod Carpodacus ima 26 vrsta:
- Rumenka,
- Grimizna zeba,
- Boninski batokljun, Carpodacus ferreorostris (isčezla)
- Prugasta rumenka,
- Velika rumenka,
- Himalajska rumenka,
- Crvenoplašta rumenka,
- Himalajska lepa rumenka,
- Kineska lepa rumenka,
- Ružičastoleđa rumenka,
- Ružičastoveđa rumenka,
- Tamnoleđa rumenka,
- Tačkastokrila rumenka,
- Šarpova rumenka,
- Vinasta rumenka,
- Tajvanska rumenka,
- Sinajska rumenka,
- Bleda rumenka,
- Tibetanska rumenka,
- Mrkožutoglava planinska rumenka,
- Dugorepa rumenka,
- Palasova rumenka,
- Tropojasna rumenka,
- Himalajska beloveđa rumenka,
- Kineska beloveđa rumenka,
- Crvenogruda rumenka,
- Grimiznoveđa rumenka,

## Galerija
- Rumenka -
- Muzejski balg
- Muzejski balg

## Napomene
1. ↑  Imena na srpskom nisu zvanična (sem imena vrste rumenka), već prevodi imena vrsta na engleskom.

## Literatura
- Jobling, James A. (2010). The Helm Dictionary of Scientific Bird Names. London, United Kingdom: Christopher Helm. стр. 92. ISBN 978-1-4081-2501-4.

## Spoljašnje veze
- Rosefinche videos, photos and sounds na internacionalnoj kolekciji ptica